# Andreas Gafner
Pour les articles homonymes, voir Gafner.
Andreas Gafner, né le 31 mars 1971 à Erlenbach im Simmental (originaire de Beatenberg) est une personnalité politique suisse, membre de l'Union démocratique fédérale (UDF).
Il est député du canton de Berne au Conseil national depuis décembre 2019.

## Biographie
Andreas Gafner naît le 31 mars 1971 à Erlenbach im Simmental. Il est originaire d'une autre commune bernoise, Beatenberg. Il est le cadet d'une fratrie de cinq enfants.
Agriculteur de profession, il dirige une exploitation agricole de production laitière et d'élevage de veaux à Oberwil im Simmental,. Il exerce parallèlement, à titre d'activité secondaire, la fonction de contrôleur agricole. Il est également président du chœur de gospel de sa commune.
Chrétien engagé, il est marié à Kathrin depuis 1994 et père de trois filles,.

## Parcours politique
À l'âge de 20 ans, il participe à la création de la section de l'UDF locale, avec son père et son grand-père.
Il est membre du Conseil communal (exécutif) et président d'Oberwil im Simmental de 2004 à 2016,. Il est candidat en 2014 pour le Grand Conseil et à deux reprises pour le Conseil national, sans décrocher de mandat,.
Tête de liste de l'UDF aux élections fédérales de 2019 pour le Conseil national, il parvient à regagner le siège perdu par son parti huit ans plus tôt. Il ne recueille que 13 800 voix contre au moins 25 000 pour tous les autres élus du canton, mais des apparentements avec plusieurs autres petits partis, aux positions parfois éloignées voire opposées, lui permettent finalement d'être élu,. Il est intégré au groupe parlementaire de l'UDC et siège à la Commission de la science, de l'éducation et de la culture (CSEC). Il est réélu en octobre 2023 et intègre en sus la Commission des finances (CdF).
Son collaborateur personnel est l'ancien conseiller national UDF Markus Wäfler.